# Carmen (film, 1984)
Carmen är en italiensk-fransk musikalfilm från 1984 i regi av Francesco Rosi, en filmatisering av Georges Bizets opera Carmen.

## Utmärkelser
Filmen vann priset David di Donatello för bästa film 1985.

## Roller (urval)
- Julia Mogenes-Johnson – Carmen
- Plácido Domingo – Don José
- Ruggero Raimondi – Escamillo
- Faith Esham – Micaëla
- Jean-Philippe Lafont – Dancaire
- Gérard Garino – Remendado
- Susan Daniel – Mercédès
- Lilian Watson – Frasquita
- John-Paul Bogart – Zuniga
- François Le Roux – Moralès